# Lucia Di Guglielmo
Lucia Di Guglielmo, född den 26 juni 1997 i Pisa, är en italiensk fotbollsspelare.

## Karriär
Lucia Di Guglielmo inledde sin seniorkarriär i Valdarno år 2011. Efter att bland annat spelat Empoli och Castelfranco värvades hon 2021 av AS Roma. Hon har även representerat det italienska damlandslaget där hon debuterade år 2021.